# 近代化遺産
近代化遺産（きんだいかいさん）は、

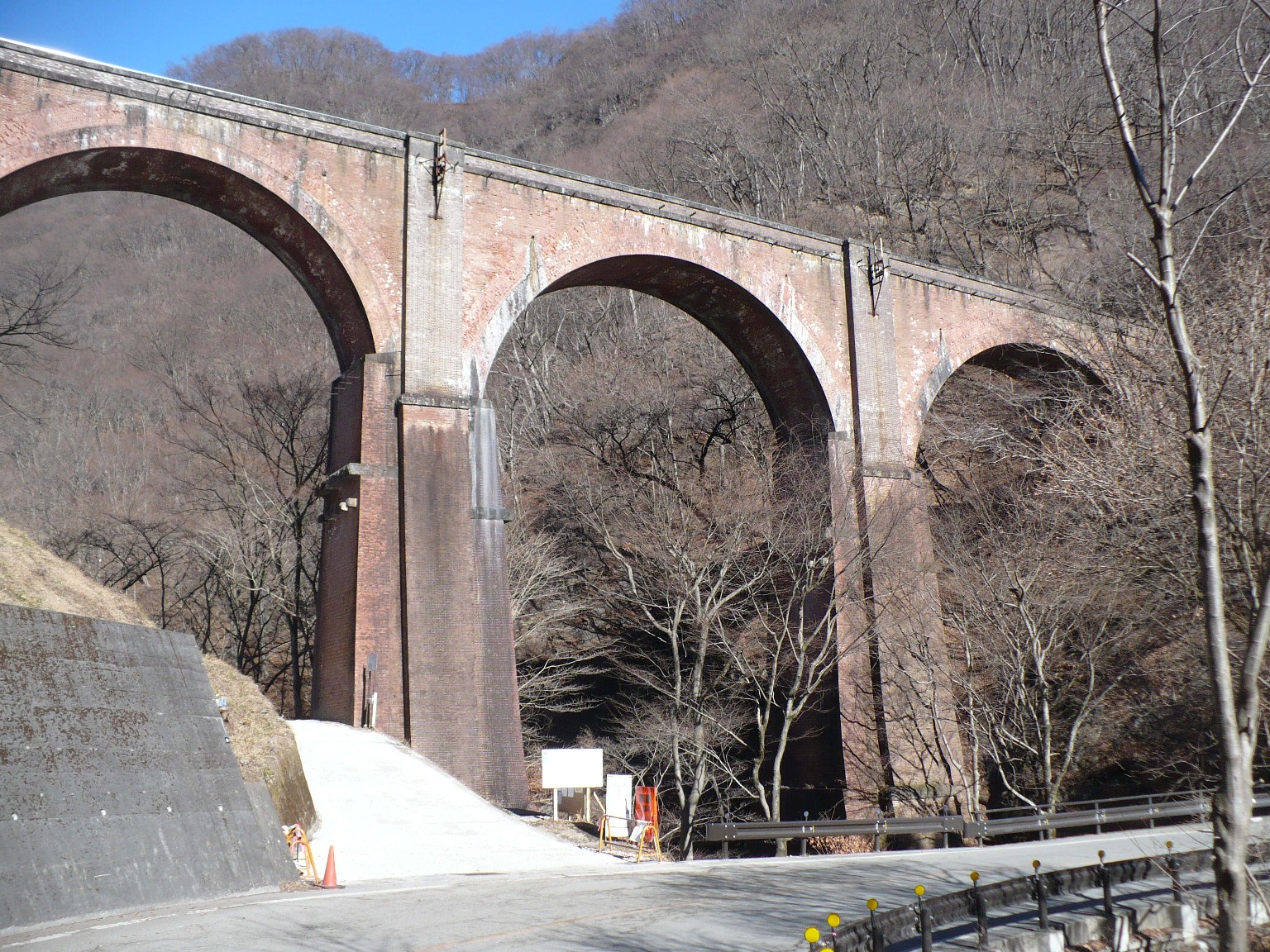
重要文化財の種別「近代化遺産」での指定第一号（1993年）、碓氷峠 めがね橋（群馬県安中市）

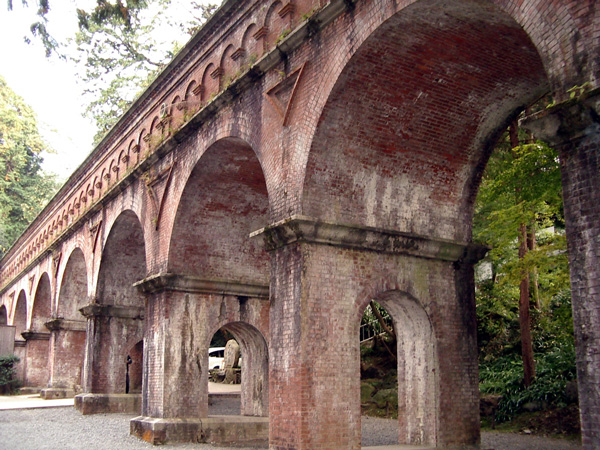
琵琶湖疏水（京都府京都市）

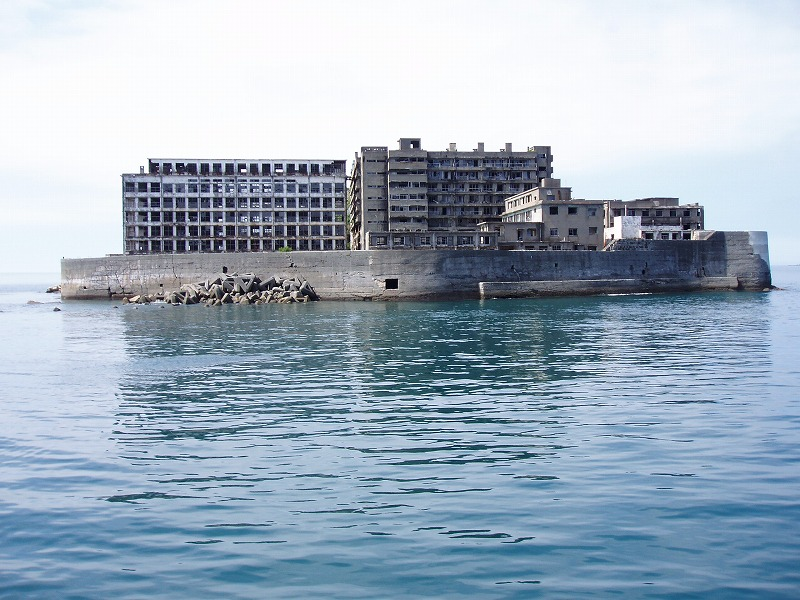
端島（軍艦島）（長崎県長崎市）

1. 国家や社会の近代化に関連する文化遺産のこと。
2. 日本の文化庁が定義している文化遺産保護制度上の概念の一つで、幕末から第二次世界大戦期までの間に建設され、日本の近代化に貢献した産業・交通・土木に係る建造物。

本項では2について詳述する。

## 概要
近代化遺産とは、製鉄所、造船所、製糸場などの工場設備や機械、鉱山、橋、ダム、トンネル、発電所、鉄道などの建造物、さらには河川施設や港湾施設など、幕末以降の日本の近代化を支えた総体を文化遺産として捉える概念である。従来の文化遺産保護制度の対象とはなりにくかったが、これらを文化遺産として評価する視点が強まるにつれて、「近代化遺産」というカテゴリーが用いられるようになった。
「近代化遺産」という用語自体は、1990年から文化庁の支援により各都道府県教育委員会が全国の近代化遺産の状況についての調査（「近代化遺産総合調査」）を実施するのに先立ち、文化庁が造語したものである。この調査は特に優れた近代化遺産を重要文化財に指定し、保護することを目的としたものであった。それを踏まえて、1993年には重要文化財建造物の種別として「近代化遺産」が新設され、群馬県の碓氷峠鉄道施設（第2橋梁から第6橋梁までの橋梁群のみ。翌年拡大指定）と秋田県の藤倉水源地の水道施設が、該当する重要文化財として初めての指定を受けた。その後、1996年の文化財保護法改正において登録文化財制度が導入され、保護が本格化した。
なお、重要文化財建造物については「近代化遺産」という分類名で指定されたのは、2003年指定の「舞鶴旧鎮守府水道施設」が最後であり、2005年指定の「八ツ沢発電所」からは「近代化遺産」に代わって「近代/産業・交通・土木」という分類名称が使用されている。文化庁が発表している重要文化財建造物の分類別指定件数統計においても2005年からは「近代/産業・交通・土木」という分類名称が用いられ、従来から指定されていた、単独の橋梁、トンネル、駅舎などもここに分類されている。
近代化遺産が所在する地方公共団体を中心として設立された全国近代化遺産活用連絡協議会は、旧工部省の設立日である10月20日を近代化遺産の日としている。
類似の取り組みとして、日本の経済産業省は近代化産業遺産という認定制度を制定している。

## 主な近代化遺産

### 重要文化財
以下のリストには重要文化財指定の建造物のうち、文化庁が「近代/産業・交通・土木」に分類しているものを挙げる。西暦年は指定された年を表している。なお、橋梁、灯台などについては、「近代化遺産」という語が生まれる以前に指定されていたものもある。
- 旧造幣寮鋳造所正面玄関（大阪府大阪市、1956年）
- 旧品川燈台（愛知県犬山市、1968年）
- 旧菅島燈台付属官舎（愛知県犬山市、1968年）
- 神子畑鋳鉄橋（兵庫県朝来市、1977年）
- 旧弾正橋（八幡橋）（東京都江東区、1977年）
- 明治丸（東京都江東区、1978年）
- 旧下野煉化製造会社煉瓦窯（栃木県野木町、1979年）
- 門司港駅（旧門司駅）本屋（福岡県北九州市、1988年）
- 旧阿仁鉱山外国人官舎（秋田県北秋田市、1990年）
- 藤倉水源地水道施設（秋田県秋田市、1993年）
- 碓氷峠鉄道施設（めがね橋を含む第2-6橋梁、第1-10隧道など）（群馬県安中市、1993年指定、1994年追加指定）
- 読書発電所施設（長野県南木曾町、1994年）
- 仲村渠樋川（沖縄県南城市、1995年）
- 四日市旧港港湾施設（三重県四日市市ほか、1996年）
- 日本煉瓦製造株式会社旧煉瓦製造施設（埼玉県深谷市、1997年）
- 旧横浜船渠株式会社第二号船渠（ドック）（神奈川県横浜市、1997年）
- 三井石炭鉱業株式会社三池炭鉱宮原坑施設（福岡県大牟田市、1998年）
- 三井石炭鉱業株式会社三池炭鉱旧万田坑施設（熊本県荒尾市、1998年）
- 富岩運河水閘施設（中島閘門）（富山県富山市、1998年）
- 旧八百津発電所施設（岐阜県八百津町、1998年指定、2005年追加指定）
- 末広橋梁（旧四日市港駅鉄道橋）（三重県四日市市、1998年）
- 日本橋（東京都中央区、1999年）
- 本庄水源地堰堤水道施設（広島県呉市、1999年）
- 白水溜池堰堤水利施設（大分県竹田市、1999年）
- 旧横浜船渠株式会社第一号船渠（ドック）（神奈川県横浜市、2000年）
- 横利根閘門（茨城県稲敷市、2000年）
- 船頭平閘門（愛知県愛西市、2000年）
- 旧手宮鉄道施設（北海道小樽市、2001年）
- 天城山隧道（静岡県河津町・伊豆市、2001年）
- 石井閘門（宮城県石巻市、2002年）
- 旧小坂鉱山事務所（秋田県小坂町、2002年）
- 三角旧港（三角西港）施設（熊本県宇城市、2002年）
- 東京駅丸ノ内本屋（東京都千代田区、2003年）
- 丸沼堰堤（群馬県片品村、2003年）
- 美濃橋（岐阜県美濃市、2003年）
- 三国港（旧阪井港）突堤（福井県坂井市、2003年）
- 舞鶴旧鎮守府水道施設（京都府舞鶴市、2003年）
- 旧筑後川橋梁（筑後川昇開橋）（福岡県大川市・佐賀県佐賀市、2003年）
- 旧小野田セメント製造株式会社竪窯（山口県山陽小野田市、2004年）
- 旧大社駅本屋（島根県出雲市、2004年）
- 梅小路機関車庫（京都府京都市、2004年）
- 萬代橋（新潟県新潟市、2004年）
- 赤れんが倉庫群（舞鶴旧鎮守府倉庫施設、京都府舞鶴市、2008年）
- 旧郡築新地甲号樋門（熊本県八代市、2004年）
- 八ツ沢発電所施設（山梨県大月市・上野原市、2005年）
- 旧富岡製糸場（群馬県富岡市、2006年）
- 那須疏水旧取水施設（栃木県那須塩原市、2006年）
- 南河内橋（福岡県北九州市、2006年）
- 布引水源地水道施設（兵庫県神戸市、2006年）
- 豊稔池堰堤（香川県観音寺市、2006年）
- 勝鬨橋（東京都中央区、2007年）
- 清洲橋（東京都中央区、2007年）
- 永代橋（東京都中央区、2007年）
- 旧美歎水源地水道施設（鳥取県鳥取市、2007年）
- 鹿児島旧港施設（鹿児島県鹿児島市、2007年）
- 旧三河島汚水処分場ポンプ場施設（東京都荒川区、2007年）
- シャトーカミヤ旧醸造場施設（茨城県牛久市、2008年）
- 淀川旧分流施設（大阪府大阪市、2008年）
- 石岡第一発電所施設（茨城県高萩市・北茨城市、2008年）
- 旧揖斐川橋梁（岐阜県大垣市、2008年）
- 大江橋及び淀屋橋（大阪府大阪市、2008年）
- 角島灯台（山口県下関市、2020年）

以下の2件は、江戸時代最末期の建造物で、文化庁では「近世以前/その他」に分類している。
- 旧集成館機械工場（鹿児島県鹿児島市、1962年）
- 旧鹿児島紡績所技師館（鹿児島県鹿児島市、1962年）

### 上記以外の事例
- 旧札幌ビール第2工場（北海道札幌市） - 1890年竣工
- 小樽運河倉庫群（北海道小樽市）
- 旧北炭夕張炭鉱の関連施設 （北海道夕張市）
- 新町紡績所（旧内務省勧業寮屑糸紡績所）（群馬県高崎市新町） - 1877年竣工
- 新橋停車場（東京都港区） - 1872年開業
- 黒部ダム、発電所（富山県中新川郡立山町）
- 琵琶湖疏水南禅寺水路閣（京都府京都市） - 1890年竣工、日本初の竪坑工法、水力発電、インクライン

- 北吸浄水場第1および第2配水池（京都府舞鶴市） - 1901年竣工
- 神崎煉瓦ホフマン式輪窯（京都府舞鶴市） - 1897年竣工
- 旧居留地下水渠（兵庫県神戸市） - 1868年～1872年、日本最古の近代下水道遺構
- 湊川隧道（兵庫県神戸市） - 1901年竣工、日本初の河川トンネル
- 奥平野浄水場旧急速濾過場上屋（兵庫県神戸市） - 1917年竣工、京都・蹴上浄水場とともに日本最初期の急速濾過施設
- 旧国立生糸検査所（兵庫県神戸市） - 1932年竣工のゴシック建築
- 八幡製鐵所（福岡県北九州市） - 1901年操業開始、日本初の近代製鉄所
- 海軍無線電信所船橋送信所- 1915年操業開始、平成20年に電気通信技術の歩みを物語る近代化産業遺産として認定。太平洋戦争の時には真珠湾攻撃部隊に「ニイタカヤマノボレ1208」の電文を送信した事で一般に広く知られている。
- 名村造船所跡地（大阪市住之江区）-1972年竣工、現在は複合アートイベントスペース(クリエイティブセンター大阪)として稼働。

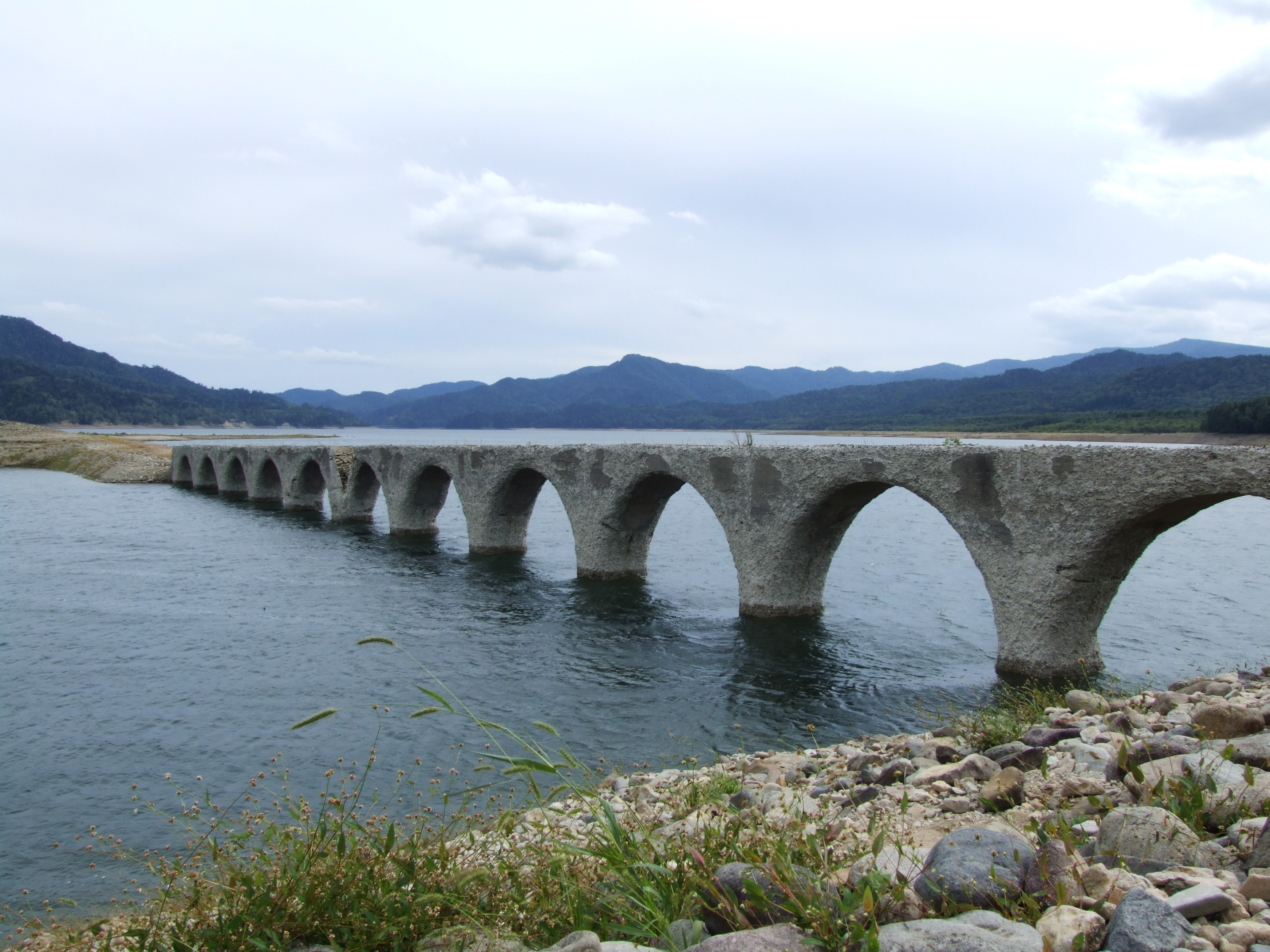
タウシュベツ川橋梁（北海道上士幌町）
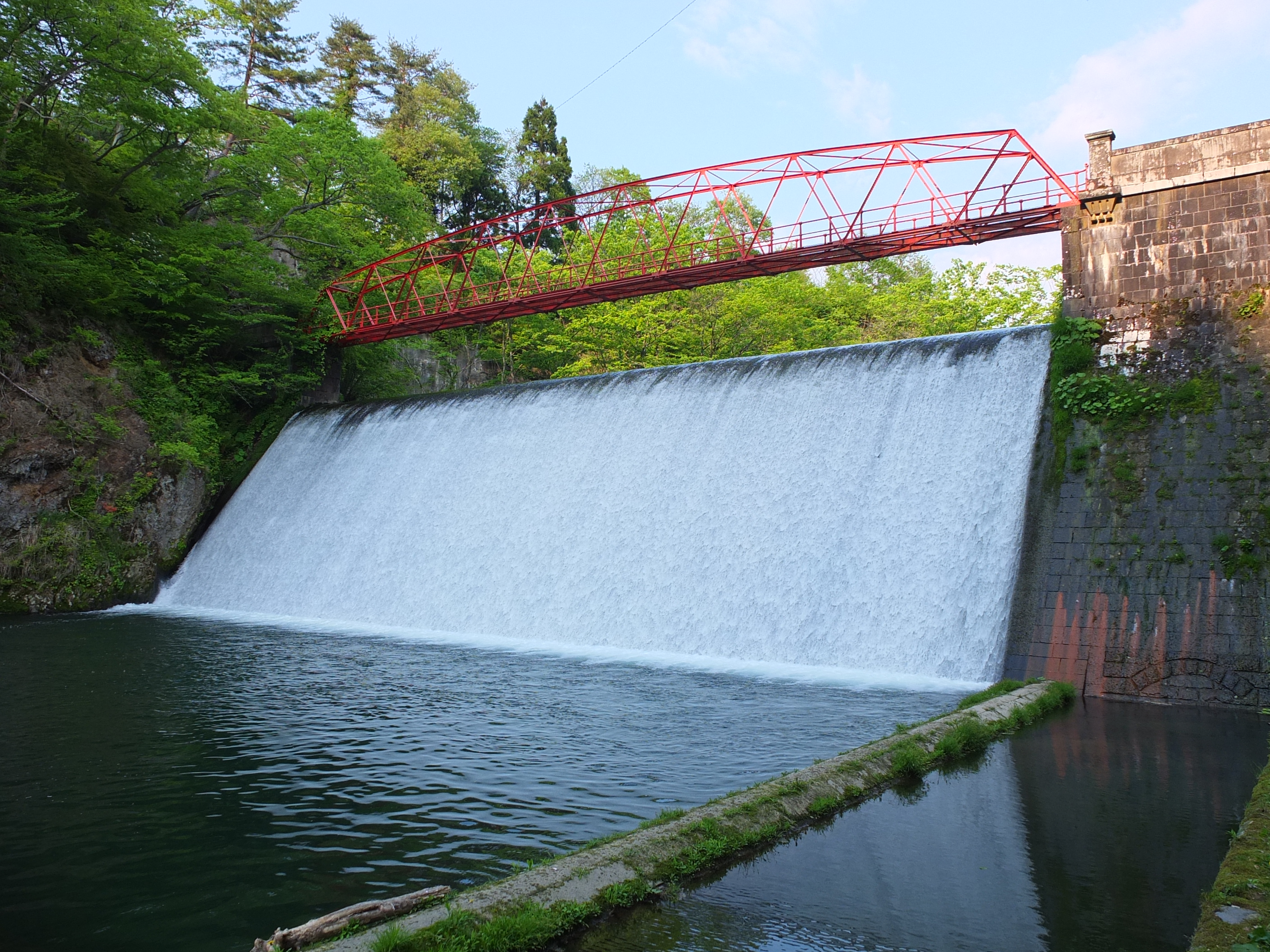
藤倉水源地水道施設（秋田県秋田市）
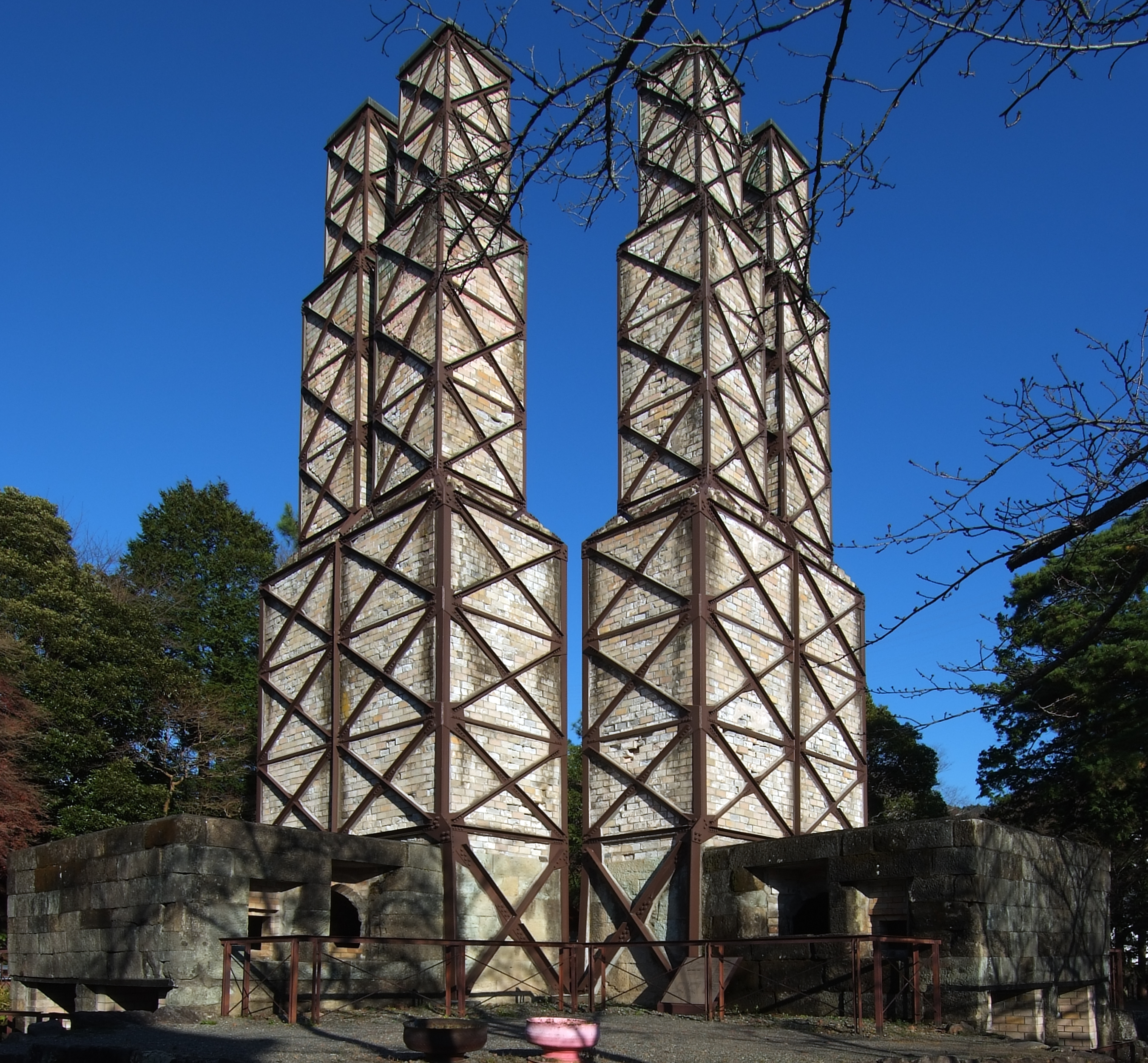
韮山反射炉（静岡県伊豆の国市）
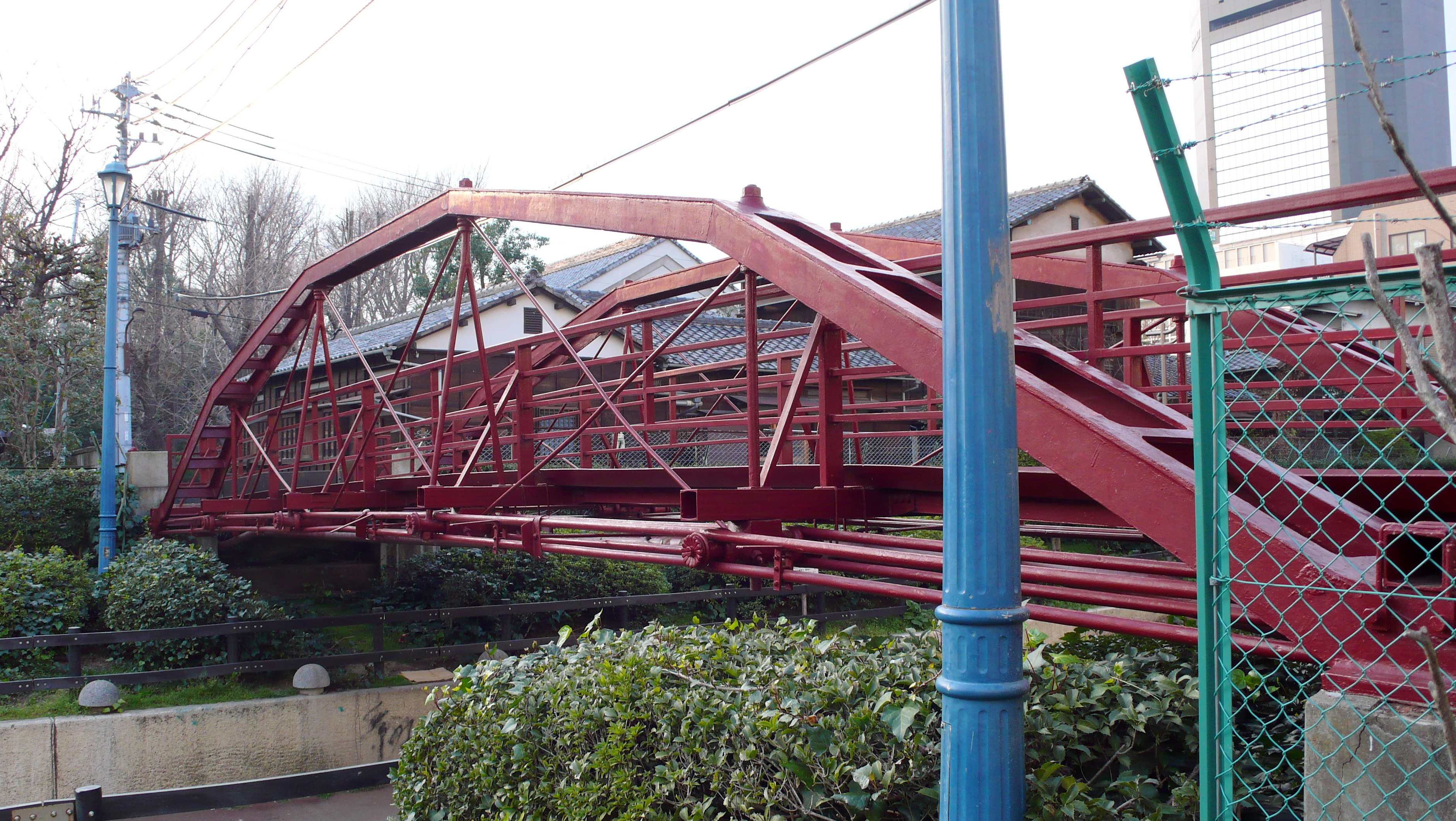
八幡橋・旧弾正橋（東京都江東区）
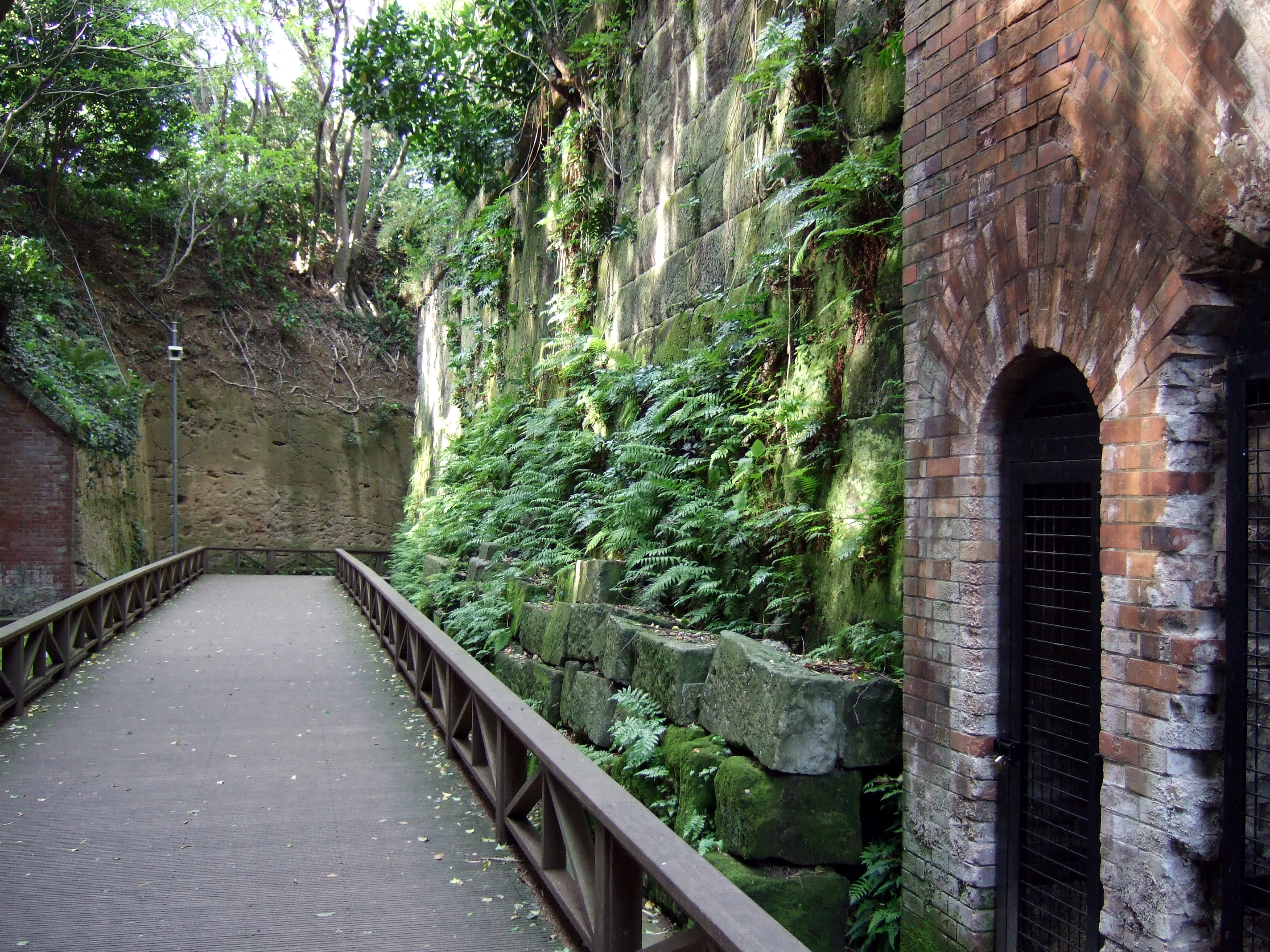
猿島（神奈川県横須賀市）
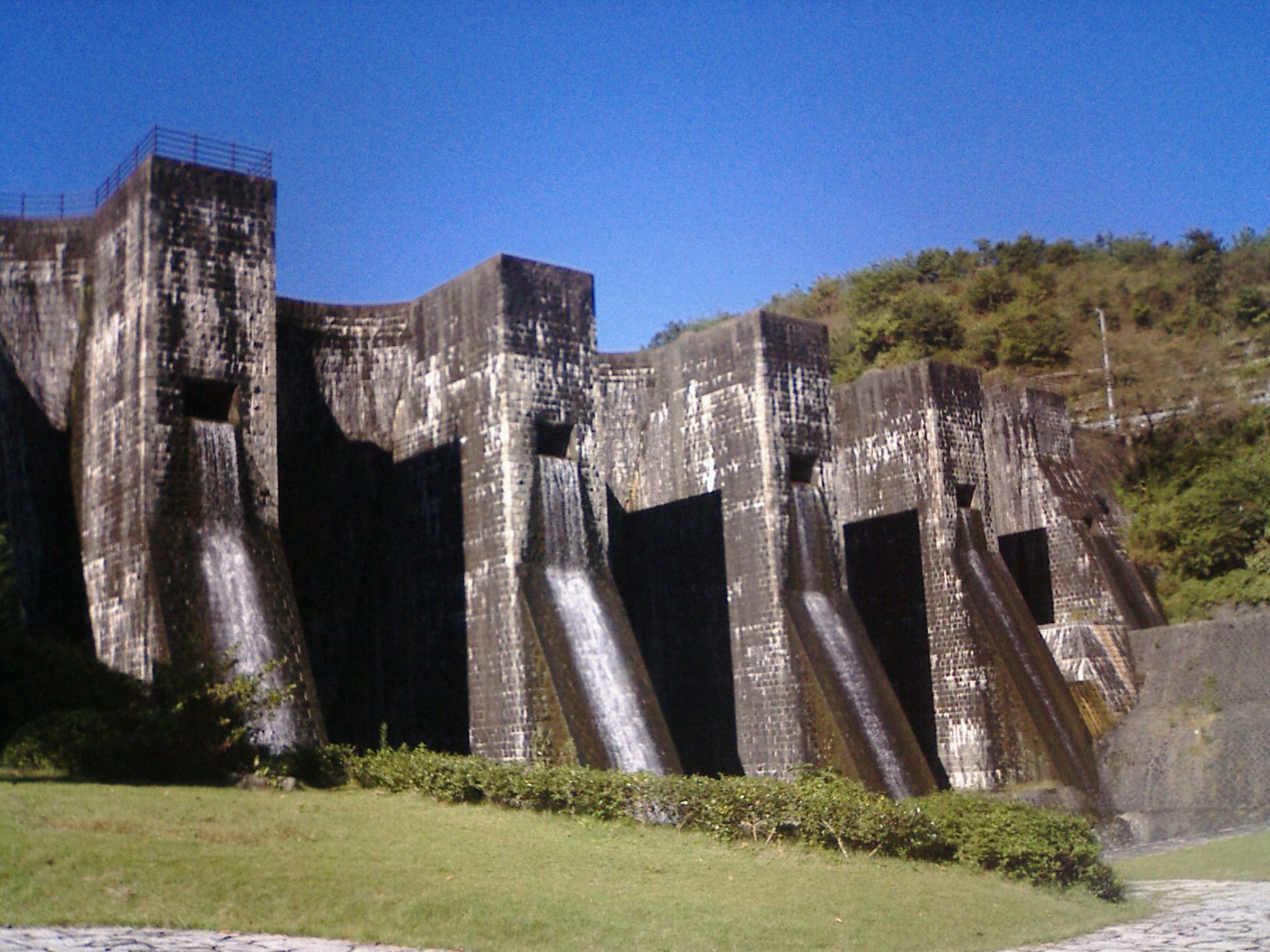
豊稔池ダム（香川県観音寺市）
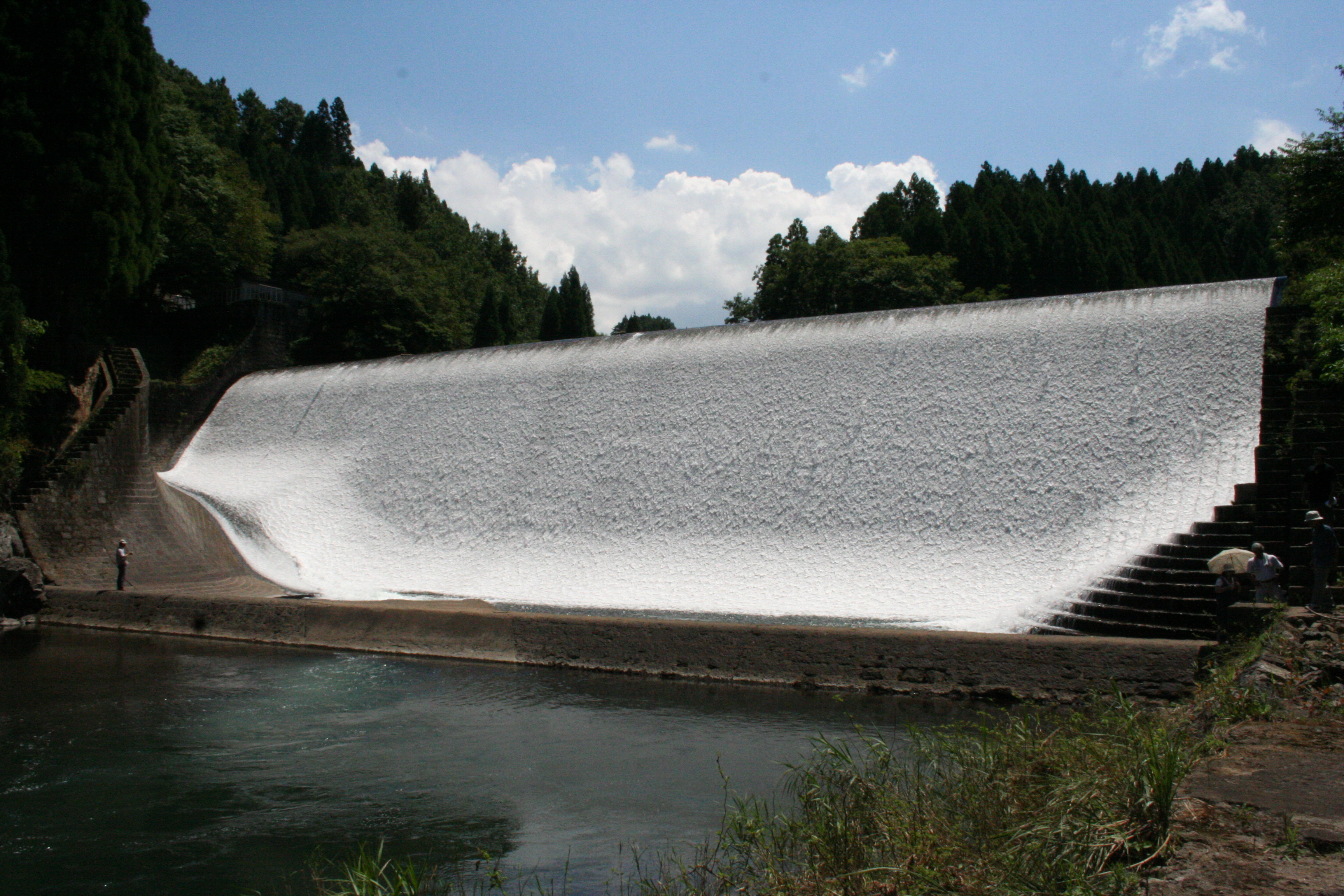
白水ダム（大分県竹田市）
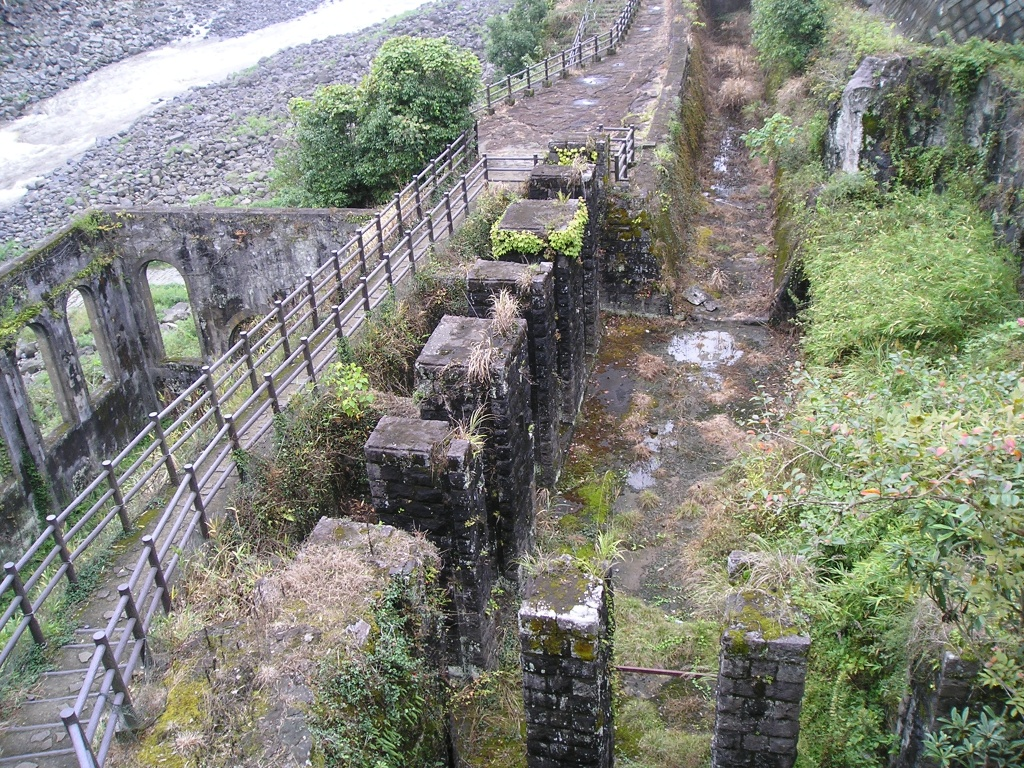
沈堕発電所（大分県豊後大野市）